# دمغ (أشغال معدنية)

الدمغ (بالإنجليزية: Stamping)‏ ويشمل العديد من عمليات التشكيل الصناعية المختلفة، مثل الثني، والتفريغ والتخريم، وسك العملة، والسحب العميق، وغيرها من العمليات المختلفة.

## العمليات
يتضمن الدمغ العديد من عمليات التشكيل المختلفة تتضمن:
- الثني
- التفريغ والتخريم
- السك
- سحب الأسلاك والمواسير
- السحب العميق
- النقش
- تشكيل الصفائح المعدنية